# Pamir Airways
Pamir Airways – była afgańska linia lotnicza z siedzibą w Kabulu.

## Połączenia
Pamir Airways wykonywało połączenia do następujących miejscowości:
- Afganistan
  - Herāt (port lotniczy Herāt)
  - Kabul (port lotniczy Kabul) hub
  - Kandahar (port lotniczy Kandahar)
  - Mazar-i Szarif (port lotniczy Mazar-i Szarif)
- Arabia Saudyjska
  - Dżudda (port lotniczy Dżudda)
  - Rijad (port lotniczy Rijad)
- Zjednoczone Emiraty Arabskie
  - Dubaj (Port lotniczy Dubaj)